# مری ترز مک دانل
مری ترز مک دانل (انگلیسی: Mary Therese McDonnell؛ زادهٔ ۲۶ اوت ۱۹۸۶) بازیکن فوتبال اهل جمهوری ایرلند است.
از باشگاه‌هایی که در آن بازی کرده‌است می‌توان به اسکای بلو اف‌سی و شیکاگو رد استارز اشاره کرد.
وی همچنین در تیم ملی فوتبال زنان جمهوری ایرلند بازی کرده‌است.